# Pherusella brevituba
Pherusella brevituba är en mossdjursart som beskrevs av Jacqueline A. Soule 1951. Pherusella brevituba ingår i släktet Pherusella och familjen Pherusellidae. Inga underarter finns listade i Catalogue of Life.